# Agabus fuscipennis
Agabus fuscipennis là một loài bọ cánh cứng bản địa của miền Cổ bắc (bao gồm châu Âu) và miền Tân bắc. Ở châu Âu, nó chỉ được tìm thấy ở Áo, Belarus, Cộng hòa Séc, Đan Mạch lục địa, Estonia, Phần Lan, Đức, Chính quốc Ý, Kaliningrad, Latvia, Litva, Na Uy lục địa, Ba Lan, Nga, Sardegna, Sicilia, Slovakia, Thụy Điển, và Ukraina.

## Hình ảnh

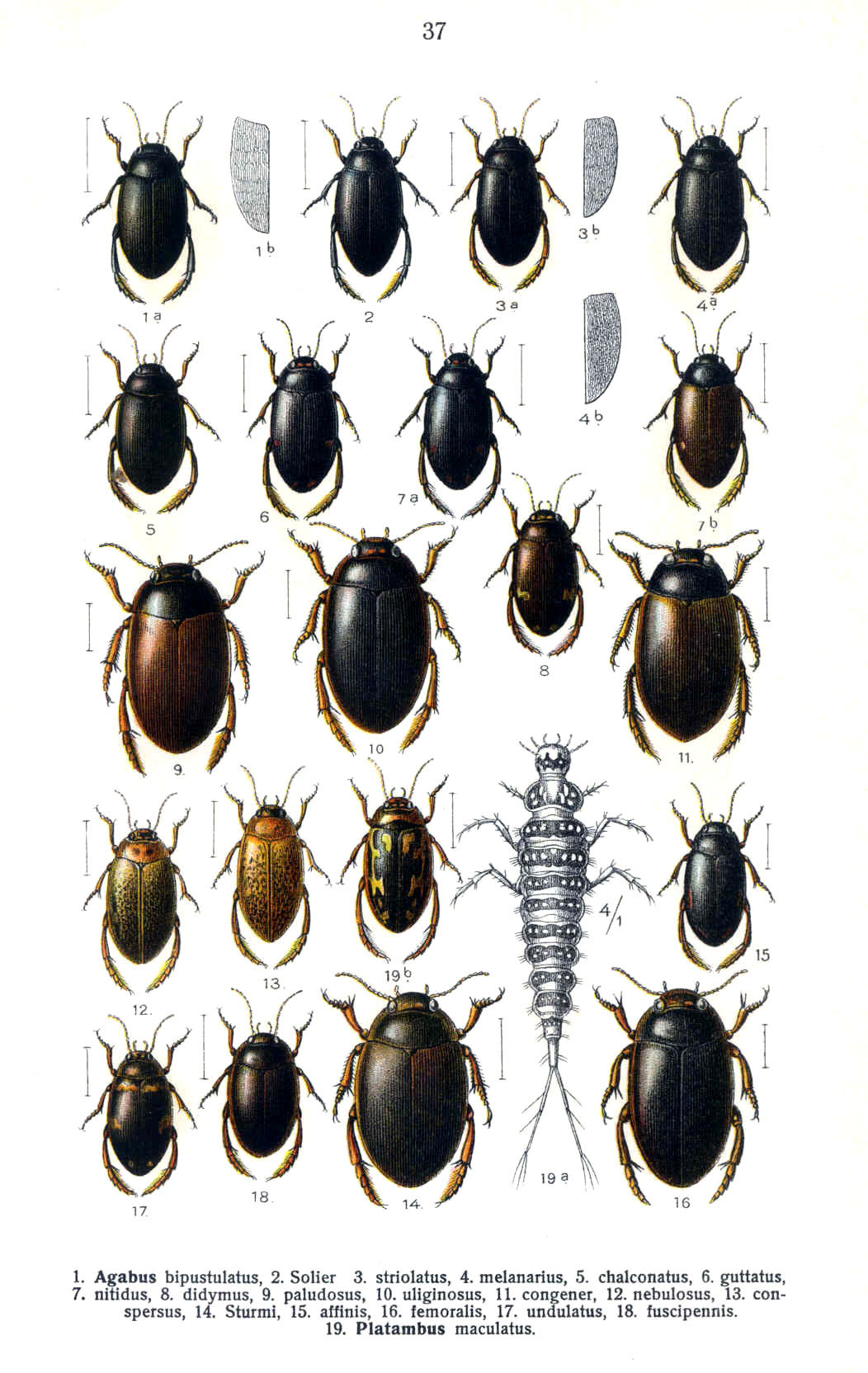
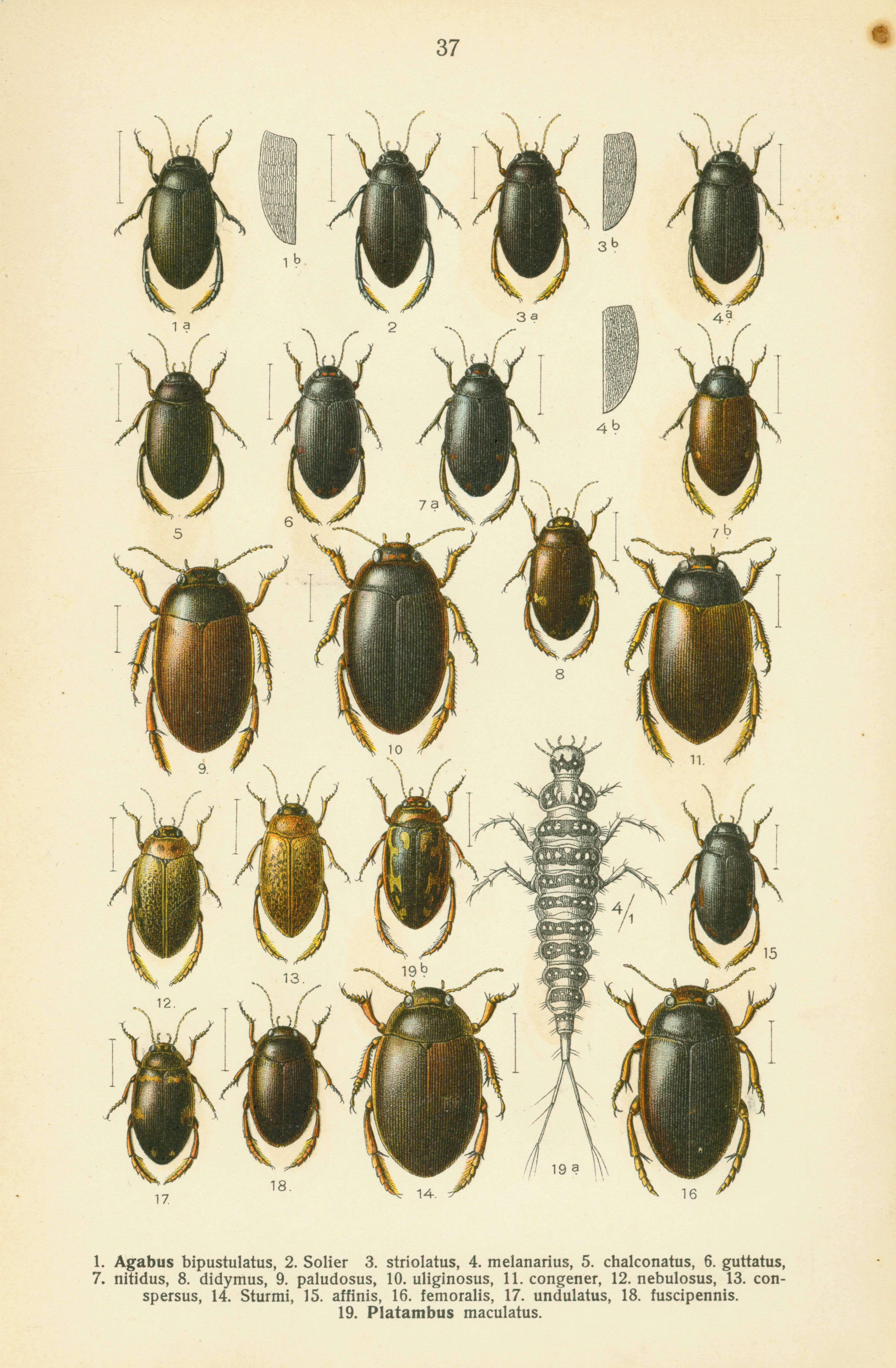